# Московський проспект (Калінінград)
Московський проспект — проспект в Калінінграді, одна з головних транспортних артерій міста. Московський проспект починається у Калінінградського юридичного інституту (колишня школа міліції) і йде далі у східному напрямку. За перетином з окружною дорогою Московський проспект переходить в шосе А229 Калінінград - Черняховськ - литовська межа (далі в Вільнюс і Мінськ).
У рамках плану реконструкції центру Калінінграда планується перенос ділянки Московського проспекту в тунель.

## Історія
У німецький час не було єдиної вулиці, що збігається з нинішнім Московським проспектом. Московському проспекту відповідала послідовність наступних вулиць (в напрямку захід-схід): Oberlaak-strasse, Unterlaak-strasse, Altstadt-Lang-strasse , Luther-Kirchen-strasse, Sackheim-strasse (до Закхаіймскіх воріт), Tapiauer-strasse (від Закхаймскіх воріт далі до межі міста).
На карті 1910 позначена трамвайна лінія, що проходить по трасі нинішнього Московського проспекту на ділянці від Unterlaak до Закхаймскіх воріт. На карті 1940 зазначено, що по цій лінії ходили трамвайні маршрути № 9 та 10 (в сучасній трамвайної мережі їм немає відповідності). Далі, від Закхайімскіх воріт до межі міста проходив автобусний маршрут «E».

## Транспорт
Практично на всьому протязі проспекту по ньому проходить тролейбусна лінія, яку обслуговує маршрутами № 2, 7; автобусна № 2. За коротким ділянці проспекту між перехрестям з вулицею Октярбьской і другим естакадних мостів проходить трамвайна лінія, що обслуговується маршрутами № 5.
Службова одноколійна трамвайна лінія без пасажирського руху йде від вулиці Жовтневої до початку проспекту (і далі до вагоноремонтним майстерням). У листопаді 2008 року припинила своє існування у зв'язку з ліквідацією вагоноремонтні майстерні.

## Розташовані на проспекті
У напрямку захід-схід
- Калінінградський юридичний Інститут МВС РФ - Московський проспект, будинок 8
- Балтійський бізнес-центр
- Пам'ятний знак морякам-балтійцям
- Калінінградська державна художня галерея
- Закхаймскіе ворота